# پیوند کربن-اکسیژن
پیوند کربن-اکسیژن یک پیوند کووالانسی میان کربن و اکسیژن است که در شیمی آلی و زیست شیمی به فراوانی یافت می‌شود. اکسیژن ۶ الکترون در لایهٔ ظرفیت دارد که بیشتر، ۲ تای آن‌ها را در پیوند با کربن درگیر می‌کند و چهار الکترون دیگر به صورت الکترون‌های غیر پیوندی باقی می‌ماند.
یک پیوند C–O به صورت بسیار قوی به سوی اکسیژن (با الکترون دوستی بیشتر) قطبی شده‌است. طول پیوند C–O نزدیک به ۱۴۳ پیکومتر است که از طول پیوند در C–N و C–C کمتر است. طول پیوندهای کوتاه‌تر (۱۳۶ پیکومتر) را می‌توان در اسیدهای کربوکسیلیک و طول پیوندهای بلندتر (۱۴۷ پیکومتر) را در اپوکسیدها پیدا کرد. استحکام پیوند در C–O از پیوندهای C–N و C–C بیشتر است. برای نمونه استحکام پیوند در دمای ۲۹۸ کلوین در متانول ۹۱ kcal/mol در متیل آمین ۸۷ kcal/mol و در اتان ۸۸ kcal/mol است.
کربن و اکسیژن در گروه‌های عاملی پیوند دوگانه می‌سازند که در این صورت با نام ترکیب‌های کربونیل شناخته می‌شوند؛ کتون، استر، کربوکسیلیک اسید و بسیاری مواد دیگر همگی از این دست اند. پیوندهای C=O درونی را می‌توان در یون‌های اکسونیم بار مثبت پیدا کرد. طول پیوند C=O در ترکیب‌های کربونیل نزدیک به ۱۲۳ پیکومتر است. اما طول این پپوند در اسیل هالیدها چون به صورت جزئی سه‌گانه می‌شوند نزدیک به ۱۱۷ پیکومتر است. ترکیب‌های با پیوند سه گانهٔ C–O وجود ندارد مگر در کربن مونوکسید که آن هم بسیار کوتاه و (۱۱۲٫۸ پیکومتر) و قوی است. انرژی این پیوندهای سه‌گانه بسیار بالا است حتی از پیوندهای سه گانهٔ N–N هم بیشتر است. البته اکسیژن هم می‌تواند سه الکترون ظرفیت درگیر داشته باشد مانند تری‌اتیلوکزونیوم تترافلوروبورات.

## گروه‌های عاملی
پیوندهای کربن-اکسیژن در گروه‌های عاملی زیر آمده است:
| طبقه‌بندی مواد شیمیایی | رتبهٔ پیوند | ساختار شیمیایی | نمایش ساختار    | نمونه                |
| --------------------- | ---------- | -------------- | --------------- | -------------------- |
| الکل‌ها                | ۱          | R۳C–OH         | Alcohol         | اتانول               |
| اترها                 | ۱          | R۳C–O–CR۳      | Ether           | دی اتیل اتر          |
| پروکسیدها             | ۱          | R۳C–O–O–CR۳    | Hydroperoxide   | دی-ترت-بوتیل پراکسید |
| استرها                | ۱          | R۳C–CO–O–CR۳   | Ester           | اتیل اکریلات         |
| کربنات استر           | ۱          | R۳C–O–CO–O–CR۳ | Carbonate ester | اتیلن کربنات         |
| کتون                  | ۲          | R۳C–CO–CR۳     | Ketone          | استون                |
| آلدهید                | ۲          | R۳C–CHO        | Aldehyde        | اکرولین              |
| فورانs                | 1.5        |                | Furan           | فورفورال             |
| نمک پیریلیوم          | ۱٫۵        |                | pyridine        | آنتوسیانین           |

## منبع
1. ↑  Organic Chemistry John McMurry 2nd Ed.
2. ↑  CRC Handbook of Chemistry and Physics 65Th Ed.
3. ↑  Standard Bond Energies بایگانی‌شده  در ۲۱ نوامبر ۲۰۱۶ توسط Wayback Machine, Department of Chemistry, Michigan State University